# Bernd Sülzer
Bernd Sülzer (* 16. Mai 1940 in Essen; † 19. April 2012) war ein deutscher Schriftsteller.

## Leben
Bernd Sülzer wuchs auf in Hildesheim und Mülheim an der Ruhr. Nach dem Abitur studierte er ab 1960 Germanistik und Anglistik in Köln und Bonn. Ab 1966 wirkte er als Lehrer. Sülzer war  Studiendirektor für Deutsch und Englisch an der Königin-Luise-Schule in Köln sowie Fachleiter am Kölner Studienseminar. Neben Schulbüchern und pädagogischen Fachveröffentlichungen publizierte er in den Achtziger- und Neunzigerjahren eine Reihe von Kriminalromanen, von denen mehrere für das Fernsehen verfilmt wurden. 

## Werke
- Dynamik des Irrationalen, Berlin 1976
- Language and the communication and the individual and society, Bielefeld 1978
- Folter im Kinderzimmer, Rheinstetten 1979
- Unternehmen Harzreise, München 1986
- Bensberger Zwischenspiel, Köln 1988
- Tage des Zorns, Köln 1989
- Fette Jahre, Hildesheim 1993
- Freier Fall, Hildesheim 1994
- Vaterflucht, Hildesheim 1995